# Alsodes valdiviensis
Az Alsodes valdiviensis a kétéltűek (Amphibia) osztályának békák (Anura) rendjébe és az Alsodidae családba tartozó faj.

## Előfordulása
Az Alsodes valdiviensis Chile endemikus faja, az ország Valdivia tartományában, a Cordillera Pelada hegységben honos 1100 m tengerszint feletti magasságban. Természetes élőhőhelye a mérsékelt égövi Fitzroya erdőkben található.